# 台北城市科技大学
台北城市科技大学（Taipei City University of Science & Technology）は、台湾台北市に位置する私立大学である。

## 歴史
- 1971年 - 「光武工業専科学校」として開校。
- 1994年 - 「光武工商専科学校」と改称。情報管理学科を新設。
- 1995年 - 国際貿易科を新設。
- 1996年 - 応用外国語学科を新設。
- 1997年 - レストラン管理学科を新設。
- 1998年 - 企業管理学科を新設。
- 1999年 - 進修学校及び社会人コースを新設。
- 2000年 - 「光武技術学院」と改称，4年制大学部を設置。
- 2001年 - 進修学院及び2年制技術系社会人コースを新設。
- 2002年 - コンピューター通信工学科、情報コミュニケーション学科、情報管理学科、観光レストランホテル業学科を新設。研究所を設置し修士課程を新設。
- 2004年 - 「北台科学技術学院」と改称，国際貿易学科、応用外国語学科、レストラン管理学科、企業管理学科、財経法律学科を新設。
- 2005年 - バイオテクノロジー学科、運動健康レジャー学科を設置。
- 2006年 - 「北台湾科学技術学院」と改称。電子商取引の研究所、生物のロボット博物館を新設。
- 2012年 - 「台北城市科技大学」と改称。

## 組織
- 機械電気総合研究所
- 機械工学科
- 電気機械工学科
- 電子工学科
- 化学工業材料工学科
- 情報管理学科
- 情報コミュニケーション学科
- コンピューター通信工学科
- 観光レストランホテル学科
- 電子商取引の研究所
- 応用外国語学科
- レストラン管理学科
- 国際貿易系
- 企業管理系
- 教養課程センター
- 運動健康與レジャー学科
- 化粧品応用管理学科
- バイオテクノロジー学科
- 財経法律学科

## スポーツ・サークル・伝統
「大陸に反撃します」の開始の校名が一致することを象徴するよりも、この学校は近い30年の工専時期に軍事化で管理して有名で、学校の校長単縄武を作って更に初めて「学校創立記念の閲兵」の初めての試みをつけて、だから民間の多い冠の「光武軍校」称で。この伝統の特色はこの学校の制度を改める技術学院の後ですでに再度出現しませんでした。

## 主な出身者
- 陳建銘、前立法委員、台北市議員を務めています。
- 黄桂蘭、新北市議員。
- 林裔綺、新北市議員。
- 黄鴻升、台湾の歌手、俳優、テレビプレゼンター、イラストレーターとファッションデザイナー。
- 明杰、台湾の俳優と歌手。
- 蔡凡熙、台湾の俳優。